# Сигнал бедствия

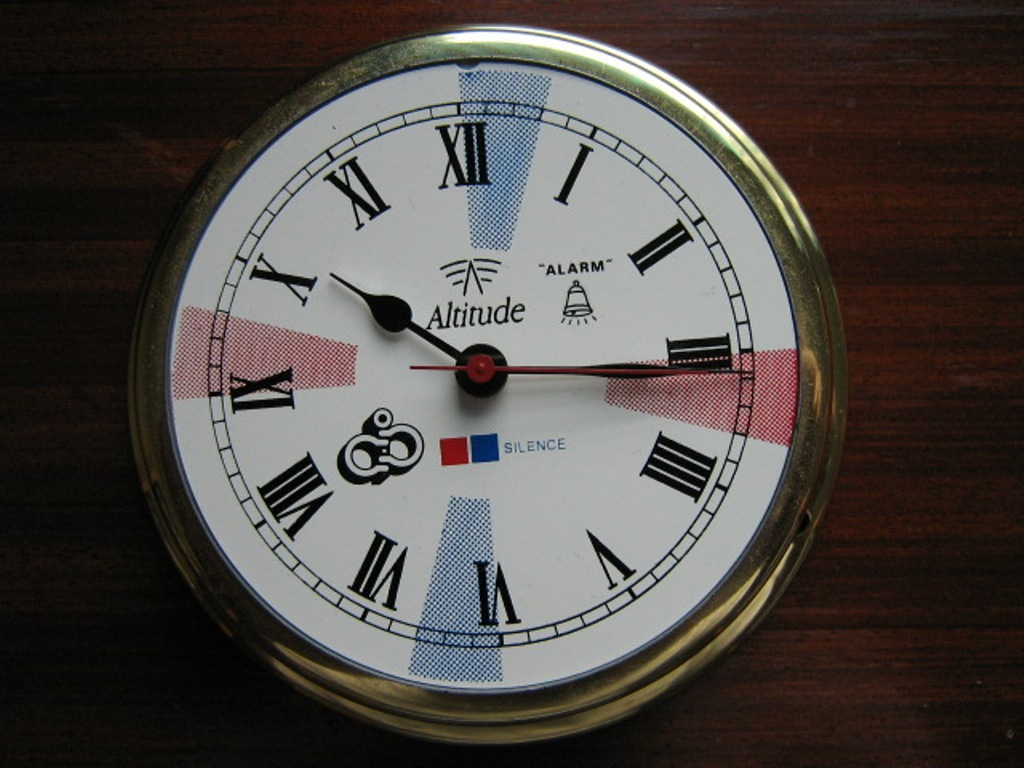
Часы радиста. Цветными секторами на циферблате обозначены трехминутные периоды радиомолчания, когда все служебные станции должны прослушивать частоты сигналов бедствия: красные — 500 кГц, синие — 2174,5, 2182 и 2187,5 кГц

Сигнал бедствия — международно признанное средство запроса экстренной помощи в спасении от смертельной опасности.
Сигналом бедствия может быть радиосигнал, звуковой, пиротехнический, дымовой или световой сигнал.

## Морские сигналы бедствия
- Клубы оранжевого дыма;
- Открытое пламя на судне (к примеру, от горящей смоляной бочки);
- Сигнальные ракеты, выбрасывающие красные звезды, выпускаемые поодиночке через короткие промежутки времени
- Красная парашютная ракета;
- фальшфейер красного цвета;
- Флажковый сигнал NC (НЦ)  ;
- Квадратный флаг с шаром над или под ним;
- Медленное, повторяемое поднятие и опускание рук, вытянутых в стороны;
- Пушечные выстрелы, или взрывы, производимые с промежутками около одной минуты, или непрерывный звук, производимый любыми аппаратами для подачи туманных сигналов.
- Sécurité — сигнал, передаваемый по голосовой радиосвязи в случаях, не связанных с риском для жизни.
- Сигнал SOS, передаваемый по радиотелеграфу или с помощью другой сигнальной системы;
- Использование оборудования GMDSS;
- Радиосигнал Mayday, повторяемый три раза.

## Сигналы бедствия, использующиеся в том числе в авиации
- В авиации кодированный сигнал «бедствие» передаётся по радиоканалам техническими средствами связи — в российской авиационной технике используется различная аппаратура распознавания (для воздушных судов государственной авиации) и радиолокационные ответчики управления воздушным движением (как в государственной, так и в гражданской авиации). В последнем случае передаётся четырёхзначный код, который отображается на мониторе диспетчера УВД:
  - 7500 — захват самолёта;
  - 7600 — потеря связи;
  - 7700 — аварийная ситуация.
- Сигналы Mayday, Pan-pan, передаваемые по голосовой связи.
- Система сигнализации опасности (ССО)

## Уровни сигналов
1. Mayday, SOS — аварийная ситуация, есть прямая угроза жизни, необходима немедленная помощь. Например, пробоина ниже ватерлинии.
2. Pan-pan — аварийная ситуация, есть конкретная угроза, но угрозы жизни экипажа или судну нет, немедленная помощь не требуется. Например, поломка двигателя.
3. Sécurité — передача важной информации о потенциальной опасности, не несущей в данный момент прямой угрозы. Например, сообщение о неблагоприятной погодной обстановке.

Сигнал менее высокого уровня имеет более низкий приоритет, и может передаваться только, если не передается более срочное сообщение.